# 北港鎮安宮
23°34′01″N 120°18′07″E / 23.566968°N 120.301821°E
北港鎮安宮，又稱三益境鎮安宮、七王爺館、七仔爺館，是位於臺灣雲林縣北港鎮的三府王爺廟，廟身列為雲林縣古蹟，神像多為紙塑。

## 廟身沿革
北港鎮安宮以楊府七千歲、丁府八千歲、馬府千歲為三個主神。建廟原因與時間，依廟方所述是光緒十一年（1885年）北港爆發瘟疫，北港地方仕紳王淵語到下崙福安宮迎請丁府八千歲到北港地區祈安，疫情獲得控制，於是次年建廟。廟身位於巷弄中，地僅約十坪，廟又名「三益境鎮安宮」。
原供奉在民家草寮的楊府七千歲，宮廟興建完成遷移至現址。廟以其神稱「七王爺館」、「七仔爺館」。

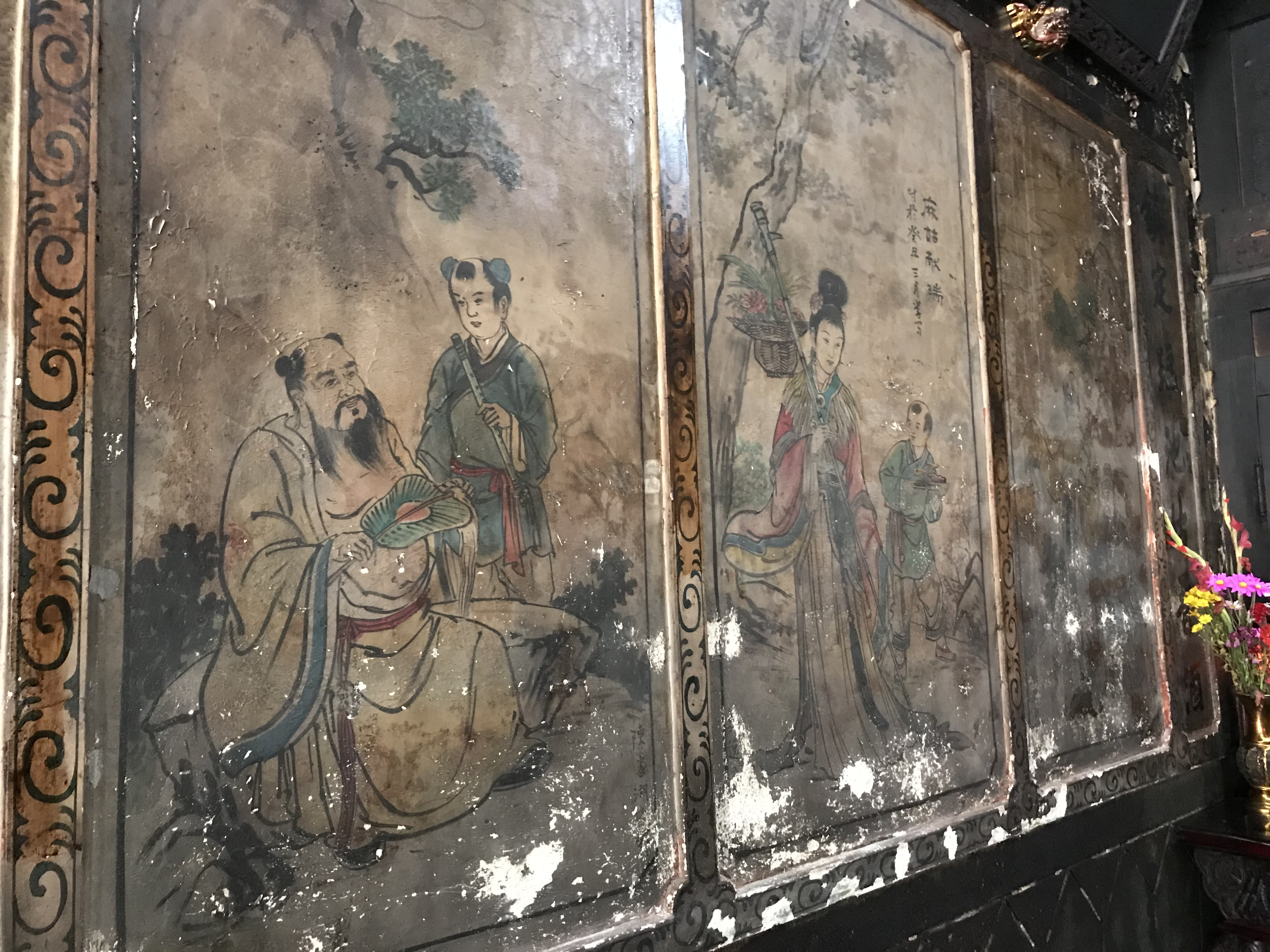
陳壽彝壁畫

1954年，北港鎮安宮整修之際，正好陳壽彝在北港朝天宮彩繪，於是北港鎮安宮請他順便作畫。廟內土木與部分彩繪，則由陳壽彝與北港工藝師葉金池合力完成。2015年，陳壽彝兒子陳文欽曾來廟內確認有六幅壁畫與門神畫，都是父親年輕時的作品。其他像大木作為大木匠師許澤南作品、屋頂剪黏是剪黏師江清露作品。後來，寺廟結構老舊，多處毀損導致漏水，彩繪因潮溼而嚴重毀損。
地方文史工作者吳登興、雲林科技大學文資系學生邱彥翔，認為此廟是地方珍貴文化資產，有必要藉由法令加以保護，因此向雲林縣政府申請登錄為古蹟。2016年9月30日，縣文化資產審議委員賴志彰、賴宗吾前往現勘後，認為其工匠藝術極為豐富，有必要登錄為古蹟或歷史建築。
2017年6月1日，縣府文化處公告北港鎮安宮登錄縣定古蹟、北港甕牆登錄歷史建築。
2020年8月19日，廟方為配合朝天宮周邊街道系統整合串接改善計畫工程，自願拆掉部分建築物，以使1.1公尺寬的巷弄可拓寬至3.1公尺。

## 紙塑神像
對於北港鎮安宮神像多為紙塑，廟方表示是王爺公托夢指示神像要改成紙做的，才能常換新衣服，因此除了開基神像是木製以外，所有供奉的都是紙糊神像，待用久以火化掉，重新再製作。神像底部有台南市銀器工藝師吳朱福的作品，材質為銀。衣服則是綢布。北港紙藝師王雅欽在年少時見到紙製的楊府七千歲神尊，覺得非常精巧別致，從此展開紙塑神尊的生涯。